# العمايدة
قرية العمايدة هي إحدى القرى التابعة لمركز المنشأة بمحافظة سوهاج في جمهورية مصر العربية. حسب إحصاءات سنة 2006، بلغ إجمالي السكان في العمايدة 8040 نسمة، منهم 4275 رجل و3765 امرأة.